# Arrondissement de Gostyn
L'arrondissement de Gostyn, à la limite sud de la province prussienne de Posnanie, existe de 1887 à 1919. L'ancien territoire de l'arrondissement appartient désormais à la voïvodie polonaise de Grande-Pologne .

## Superficie
L'arrondissement de Gostyn a une superficie de 601 km².

## Histoire
Le 1er octobre 1887, l'arrondissement de Gostyn est formé dans le district de Posen à partir de la partie nord de l'arrondissement dissous de Kröben et d'une petite partie de l'arrondissement de Schrimm. La ville de Gostyn devient le siège du bureau de l'arrondissement et du chef-lieu de l'arrondissement.
Le 27 décembre 1918, le soulèvement de la majorité polonaise contre la domination allemande commence dans la province de Posnanie et, à l'exception d'une petite partie bordant la Silésie à l'ouest de la ville de Punitz, le territoire de l'arrondissement est déjà sous contrôle polonais après juste quelques jours.
Le 28 juin 1919, le gouvernement allemand cède l'arrondissement de Gostyn à la Pologne nouvellement fondée avec la signature du traité de Versailles. Le 25 novembre 1919, l'Allemagne et la Pologne concluent un accord sur l'évacuation et la rétrocession des territoires à céder, qui est ratifié le 10 janvier 1920. La section restée sous contrôle allemand est évacuée et remise à la Pologne entre le 17 janvier et le 4 février 1920.

## Évolution de la démographie
| Année | Habitants | Source |
| ----- | --------- | ------ |
| 1890  | 39 135    |        |
| 1895  | 40 966    | [ 5 ]  |
| 1900  | 42 858    | [ 6 ]  |
| 1910  | 48 326    | [ 6 ]  |

Parmi les habitants de l'arrondissement en 1890, environ 70 % sont polonais et 30 % allemands. Une grande partie des habitants allemands quittent la région après 1919.

## Politique

### Administrateurs de l'arrondissement
1887–18930Jaroslaw von Jarotzky (de)
1893–19190Richard Lucke (de)

### Élections
La majeure partie de l'arrondissement de Gostyn, avec l'arrondissement de Rawitsch, appartient à la 5e circonscription électorale du district de Posen au Reichstag. La circonscription est remportée par les candidats de la Fraction polonaise aux élections du Reichstag entre 1887 et 1912 :
- 188700Adam Czartoryski (de)
- 189000Adam Czartoryski
- 189300Adam Czartoryski
- 189800Idzizlaw Czartoryski
- 190300Joseph von Mycielski (de)
- 190700Anton Stychel (de)
- 191200Anton Stychel

## Structure administrative
Le 1er janvier 1908, les quatre villes de Gostyn, Kröben, Punitz et Sandberg appartiennent à l'arrondissement de Gostyn. Les 84 communes et 73 districts de domaine restants (en 1908) sont regroupés en districts de police .

## Communes
Au début du XXe siècle, les communes suivantes appartiennent à l'arrondissement :
| - Alt Gostyn - Alt Kröben - Babkowitz - Bodzewko - Bodzewo (1939 bis 1945 Bodenstätt) - Bonczylas - Brzezie - Bukownica - Chwalkowo - Ciolkowo - Czachorowo - Czajkowo - Czarkowo - Czeluscin - Daleschin - Deutschrode - Domachowo - Drzentschewo - Drzewce - Dusin - Dzientschin - Gembitz | - Gogolewo - Gola - Gostyn, ville - Grabianowo - Grabonog - Grodnitza - Grodzisko - Groß Lenka - Groß Strzelce - Jänisch - Jawory - Karzec - Klein Lenka - Klein Strzelce - Kokoschki - Kolaczkowice - Kossowo - Koszkowo - Krajewitz - Kröben, ville - Krzyzanki - Kutschina | - Kutschinka - Lafajettowo - Lipie - Ludwigshof - Ludwinowo - Magdalenowo - Michalowo - Miechcin - Niepart - Oczkowice - Ostrowo bei Gostyn - Pasierby - Pempowo - Pijanowice - Podrzecze - Possadowo - Potarzyce - Przyborowo - Pudlischki - Punitz, ville - Raschewy - Rembowo | - Rogowo - Rokossowo - Sandberg, ville - Sarbinowo - Seide - Siedlec - Siemowo - Sikorzyn - Skoraszewice - Smilowo - Smogorzewo - Smolitz - Strumiany Hauland - Sulkowitz - Szurkowo - Wilkonice - Wycislowo - Zalesie - Ziemlin - Ziolkowo - Zychlewo |

Au début du XXe siècle, plusieurs toponymes sont germanisés.